# Harrison Ford (1884–1957)
Harrison Ford, född 16 mars 1884 i Kansas City, Missouri, död 2 december 1957 i Woodland Hills, Los Angeles, var en amerikansk skådespelare.
Han började skådespela på scen och gjorde Broadwaydebut 1904. Han gick över till filmen 1915 och flyttade till Hollywood där han blev stjärna och spelade bland andra mot Constance Talmadge, Norma Talmadge, Marie Prevost, Marion Davies och Clara Bow.
Fords skådespelarkarriär slutade när talfilmen kom. Hans sista film, och enda talfilm, Love in High Gear kom 1932, varefter han återvände till teaterscenen.
Harrison Ford har fått en stjärna på Hollywood Walk of Fame för sina filminsatser. Kostnaden för att underhålla stjärnan betalas nu av den nutida skådespelaren Harrison Ford, som inte är släkt och inte ens kände till den tidigare namnen när han själv kom till Hollywood.

## Filmografi (urval)
- 1919 - Hawthorne of the U.S.A. – Rodney Blake
- 1920 – O, kvinnor, kvinnor! – Hale Underwood
- 1922 - Shadows - John Malden
- 1922 - Dåraktiga kvinnor - oförskämd soldat/soldat utan armar
- 1922 - The Primitive Lover - Hector Tomley
- 1924 - The Average Woman - Jimmy Munroe
- 1926 - Up in Mabel's Room - Garry Ainsworth
- 1926 - The Nervous Wreck - Henry Williams
- 1927 - Rubber Tires - Bill James
- 1927 - The Girl in the Pullman - Dr. Donald A. Burton
- 1928 - Let 'Er Go Gallegher - Henry Clay Callahan
- 1928 - Blonde for a Night - Bob
- 1932 - Love in High Gear - Donald Ransome